# Дегтярная площадь (Саратов)
Дегтя́рная пло́щадь — площадь в Саратове.
Основная её часть находится в Октябрьском районе, и только её крайняя западная часть — в Заводском. Ранее площадь прилегала к Большой Сергиевской улице, ныне на этой площади возведены гостиница «Олимпия», Дворец спорта и бассейн «Саратов», и площадь стала сама по себе похожей на улицу (ширина её составляет 22 метра, длина — почти 650 м и отношение её сторон, таким образом, составляет почти 1:30, а площадь — 14 300 м², хотя ранее составляла 126 750 м² при ширине площади около 195 м). Недалеко от Дегтярной площади летом располагались пристани пароходных обществ.
К площади примыкают одноимённые проезды и улица. Ранее название «Дегтярный» имели несколько переулков (часть из которых стала проездами, такими, как Интернациональные, а один — улицей Грибова), а также взвоз (ныне — часть Дегтярной улицы).

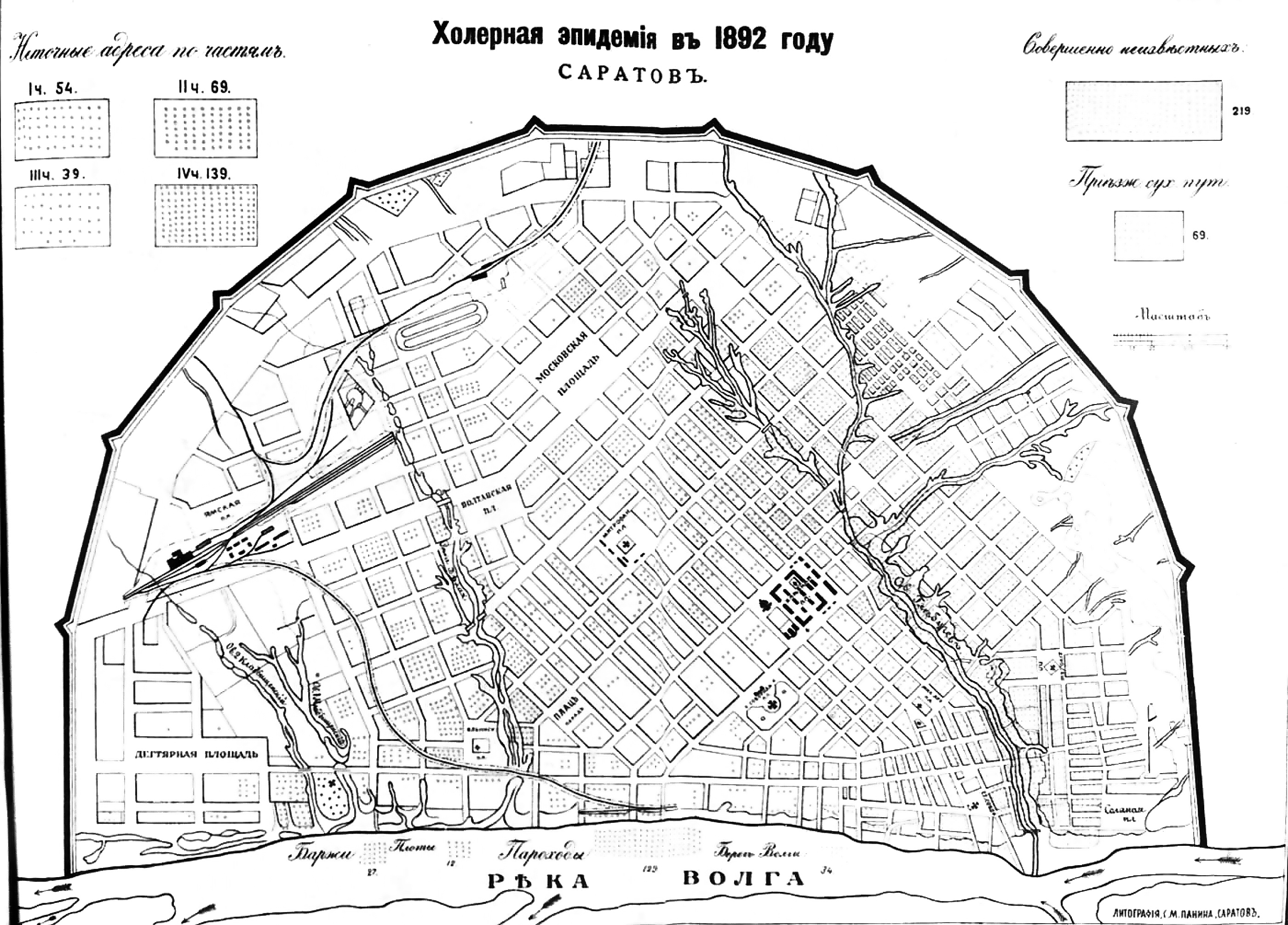
План Саратова 1892 года, Дегтярная площадь первоначальных размеров (в левом нижнем углу)